# Sougères-en-Puisaye
Sougères-en-Puisaye är en kommun i departementet Yonne i regionen Bourgogne-Franche-Comté i norra Frankrike. Kommunen ligger i kantonen Saint-Sauveur-en-Puisaye som tillhör arrondissementet Auxerre. År 2022 hade Sougères-en-Puisaye 298 invånare.

## Befolkningsutveckling
Antalet invånare i kommunen Sougères-en-Puisaye
| Referens: INSEE |